# Університет Західного Сіднея
Університет Західного Сіднея (UWS) — університет в одному з районів Сіднея, Новий Південний Уельс, Австралія. Увійшов до числа ТОП-600 університетів світу за версією «Times Higher Education»/QS.

## Структура
Станом на 2012 рік університет має такі структурні підрозділи:
- школа бізнесу
- школа інформатики, техніки та математики
- педагогічна школа
- школа гуманітарних наук
- школа права
- школа медицини
- школа медсестринства
- школа соціальних наук та психології
- школа наук та охорони здоров'я

### Дослідницькі інститути й центри
- Екологічний інститут Гоуксбері (HIE)
- Інститут культури й суспільства (ICS)
- Інститут інфраструктури (IIE)
- Інститут Маркса
- Центр комплементарної медицини (CompleMED)
- Центр педагогічних досліджень
- Центр позитивної психології та педагогіки
- Центр з вивчення сучасного мусульманського суспільства
- Науково-дослідницький центр міста
- Літературний науково-дослідний центр

## Галерея

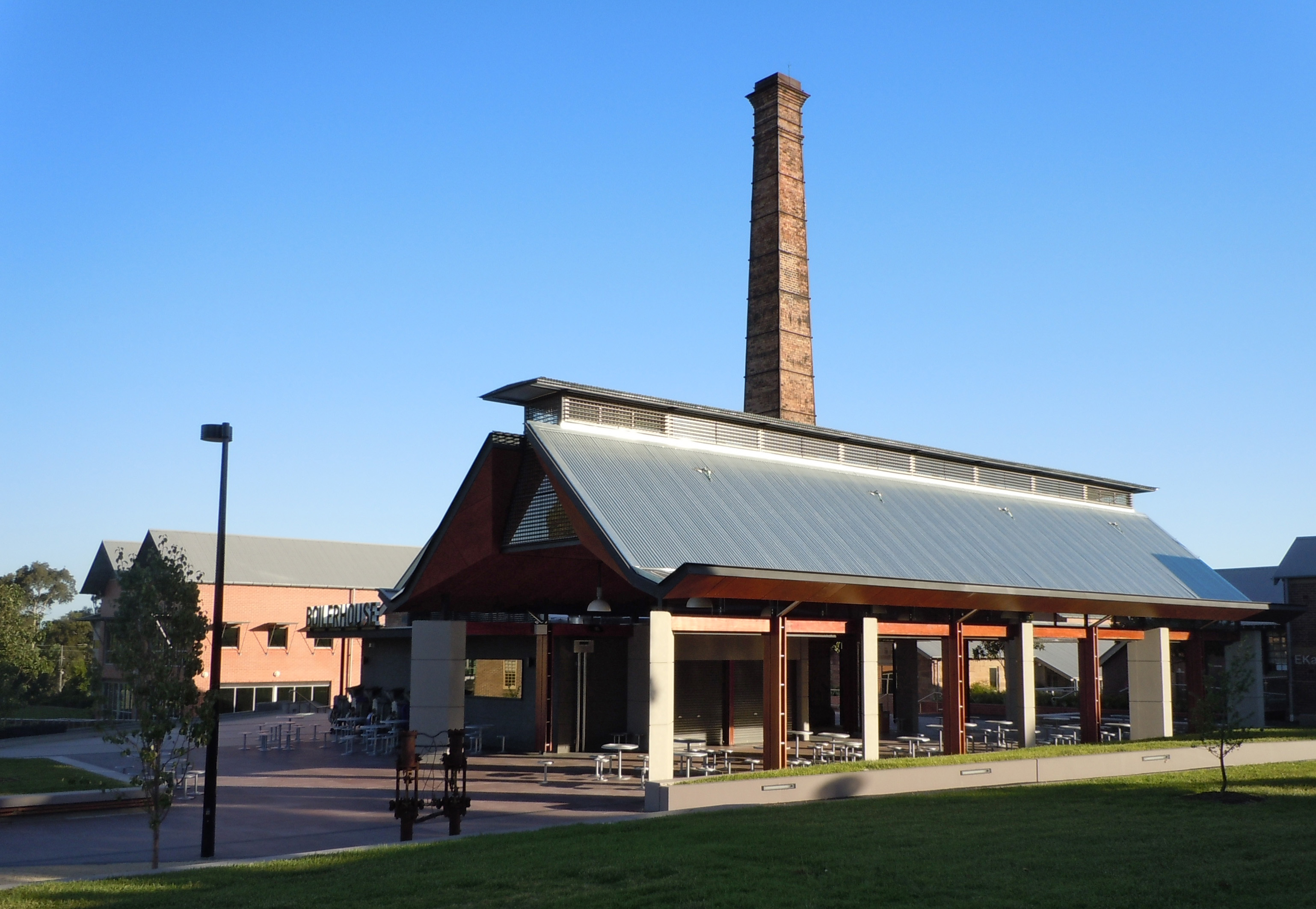
Кампус у Парраматті
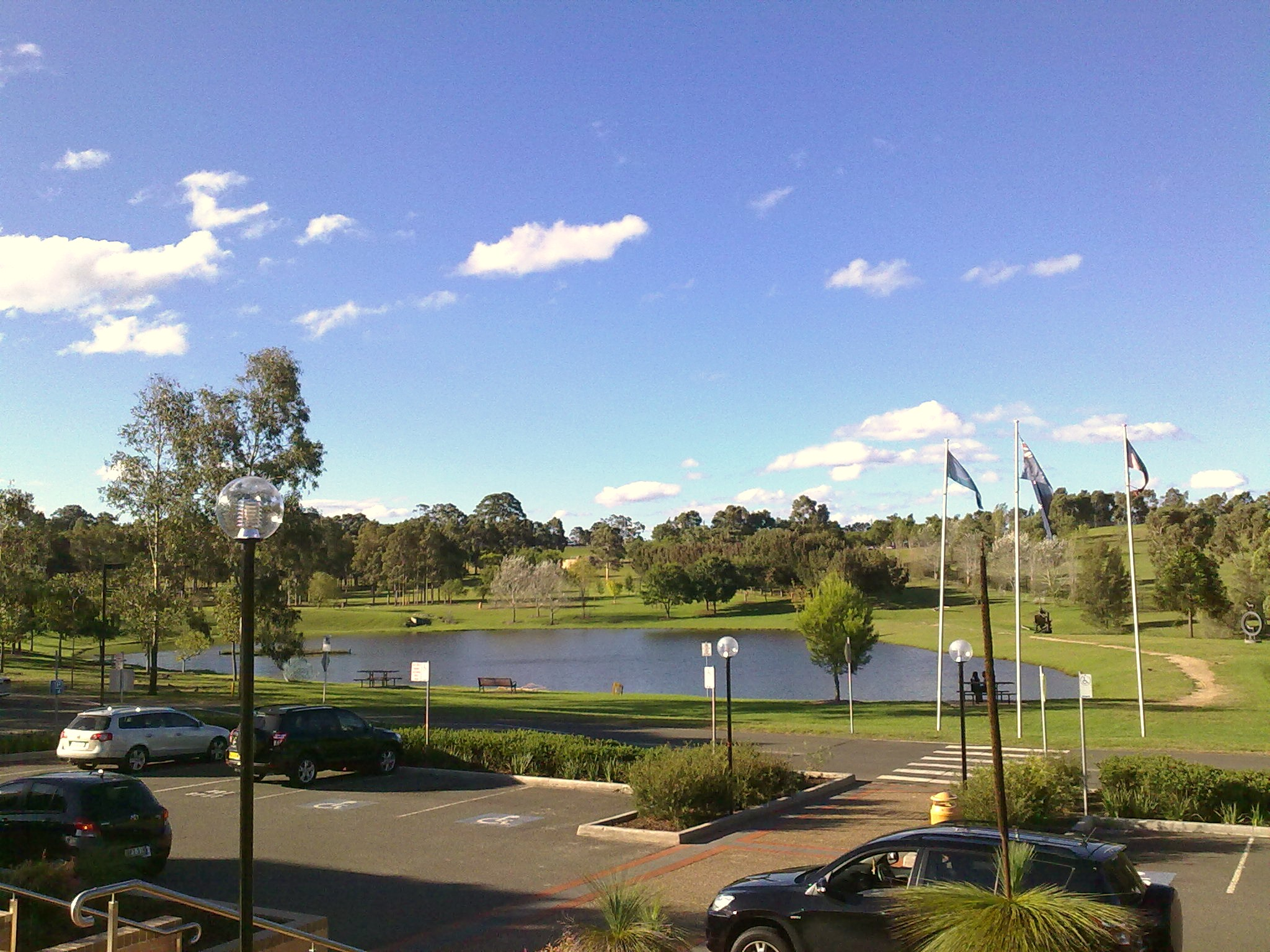
Кампус у Кемпбеллтауні
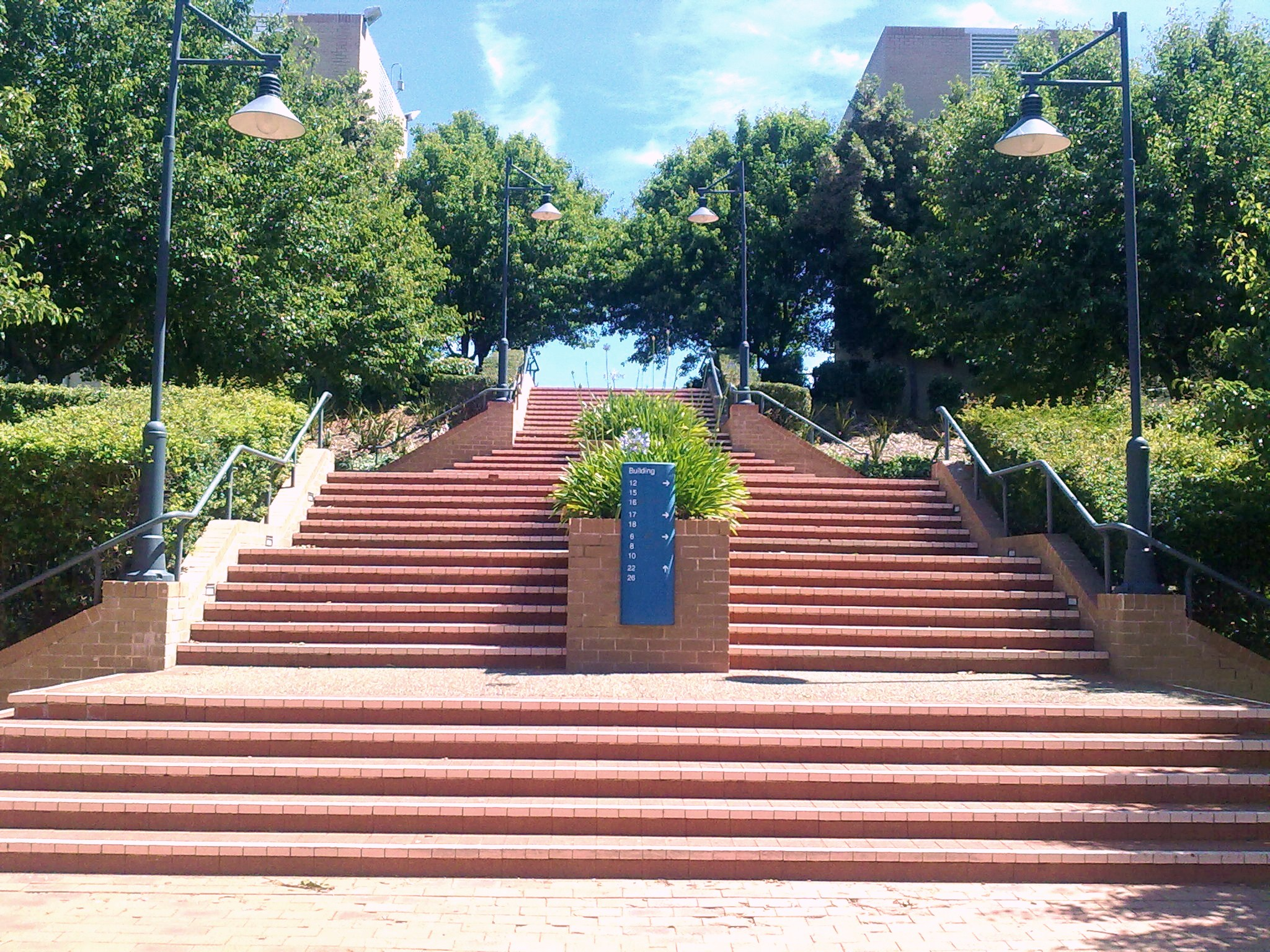
Школа права, Кемпбеллтаун
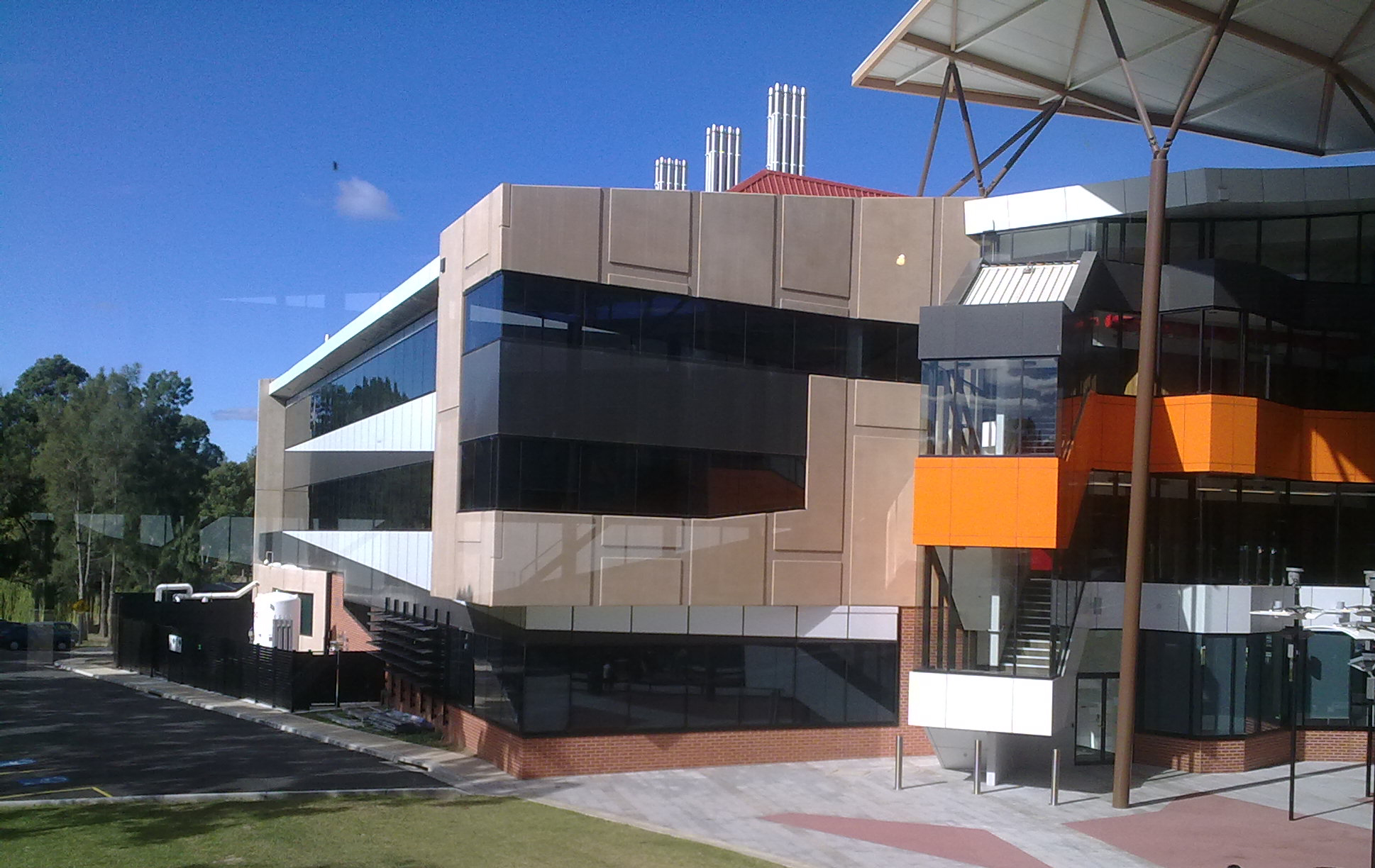
Медична школа, Кемпбеллтаун